# Louis de Mailly (1663-1699)
Pour les articles homonymes, voir Mailly.
Louis, comte de Mailly (né vers décembre 1661 et mort à Paris le 6 avril 1699), seigneur de Rubempré, de Rieux, du Coudray, etc. est un maréchal général des camps et armées du roi. 
Il est un ascendant de la famille grand-ducale luxembourgeoise et la famille royale belge actuelles.

## Biographie
Issu de la Maison de Mailly, Louis de Mailly est né vers décembre 1661 de Louis-Charles de Mailly, marquis de Nesle, et de Jeanne de Monchy-Nesle. Il est le frère de Victor Augustin de Mailly, évêque de Lavaur, de François de Mailly, cardinal archevêque de Reims, de Louis de Mailly, marquis de Nesle qui porte le même prénom, mais mort des suites d'une trépanation subie après une blessure au siège de Philippsbourg en 1688.
Louis de Mailly commence sa carrière comme volontaire et sert au siège de Luxembourg en 1684,. Il devient colonel du régiment de Bassigny en 1687. Ensuite, il devient Menin du dauphin aïeul de Louis XV, son favori et aide de camp. Il suit le Dauphin aux sièges de 1688 et 1689. Il accompagne Jacques II à Brest et s'embarque pour l'Irlande en mars 1689. Il est ensuite colonel du régiment Royal des Vaisseaux qu'il rejoint en octobre de la même année et participe avec celui-ci à l'armée d'Allemagne puis à celle des Flandres et notamment au siège de Mons. Il est promu Brigadier en avril 1691 puis mestre de camp général des dragons de France (février 1692). Il se distingua dans toutes les campagnes depuis (1684) jusqu'à la campagne de 1697. Il participe au siège de Namur en 1692 puis est promu maréchal général des camps et armées du roi le 30 mars 1693. Il participe aux campagnes de 1693 avec l'armée de la Moselle et de 1694 en Flandre. Il rejoint le théâtre catalan en 1695 et se retrouve blessé avec son cheval tué sous lui dans un combat avec la cavalerie espagnole près d'Ostalric (1696). Il se distingue ensuite au siège de Barcelone.
Il meurt le 6 avril 1699 chez un baigneur parisien d'une esquinancie (angine), n'étant âgé que de 37 ans. On dit alors assez hautement que sa maladie venait de ses débauches avec une comédienne de l'Opéra qui lui a épuisé le corps et la bourse.

### Mariage et descendance
Il épouse le 9 juillet 1687 à la chapelle royale de Versailles, par contrat du 8 juillet, Anne-Marie-Françoise de Sainte-Hermine, fille de Elie de Sainte-Hermine, chevalier, seigneur de Laigne, et de Magdeleine de Valois. Son père était un cousin issu de germains de Madame de Maintenon, qui fit le mariage, selon le mémorialiste Saint-Simon, « moitié gré, moitié force ». 
Dame d'atours de la dauphine, mère de Louis XV, puis de la Reine, elle mourut à l'abbaye de Poissy le 6 novembre 1743, dans sa 67e année. 
Ils sont parents de six enfants :
- François de Mailly, chevalier de Malte ;
- Françoise de Mailly, mariée deux fois : 1°) en 1700 avec Louis Phélypeaux, marquis de La Vrillière, marquis de Châteauneuf sur Loire, comte de Saint-Florentin, secrétaire d'Etat, commandeur des ordres du Roi, dont postérité, puis 2°) en 1731 avec Paul Jules de La Porte Mazarin, duc de La Meilleraye, Pair de France ;
- Louise Françoise de Mailly, mariée en 1706 avec Jacques Antoine de Bauffremont, marquis de Listenois, mort en 1710, sans descendance ;
- Louis Alexandre de Mailly, comte de Mailly, capitaine lieutenant des gendarmes écossais du Roi (Versailles, 19 août 1694 - Paris, paroisse Saint Sulpice, 30 juillet 1748), marié en 1726 avec Louise Julie de Mailly Nesle (1710-1751), sa cousine, favorite du Roi Louis XV, fille de Louis III de Mailly, marquis de Nesle, et d'Armande Félice de La Porte Mazarin. Sans postérité.
- Françoise de Mailly (bis) (Versailles, 22 novembre 1695 - Pantin, 22 octobre 1767) mariée en 1709 avec Scipion Sidoine Apollinaire Armand  de Polignac, lieutenant général des armées du Roi, gouverneur du Velay (1660-1739), dont postérité ;
- Louis de Mailly, comte de Rubempré, lieutenant général des armées du Roi, chevalier de ses ordres (Versailles, 10 décembre 1696 - Paris, paroisse Saint Sulpice, 7 septembre 1767), marié en 1731 avec Anne Françoise Elisabeth Arbaleste de Melun (1706-1775), dont postérité[6] . Par son arrière petite fille Amélie Louise d'Arenberg, Louis de Mailly est l'ancêtre de l'impératrice Elisabeth d'Autriche[4]. Louis de Mailly est également, par Amélie Louise d'Arenberg, l'ascendant d'Élisabeth, (1876-1965), reine des Belges qui épouse en 1900 le prince Albert de Belgique, roi en 1909 sous le nom d'Albert Ier, qui meurt en 1934. La famille grand-ducale luxembourgeoise et la famille royale belge actuelles sont des descendantes de la reine Élisabeth et donc de Louis de Mailly[4].